# Maléna (zangeres)
Arpine Martoian (Armeens: Արփինե Մարտոյան; Jerevan, 10 januari 2007), beter bekend onder haar artiestennaam Maléna (Armeens: Մալենա), is een Armeense zangeres.

## Biografie
Maléna begon reeds op jonge leeftijd te zingen, en trad voor het eerst naar de voorgrond door in 2018 deel te nemen aan de Armeense preselectie voor het Junior Eurovisiesongfestival. Met het nummer Par wist ze zich niet te plaatsen voor de finale. Twee jaar later werd ze door de Armeense openbare omroep voorgedragen voor deelname aan het Junior Eurovisiesongfestival 2020, en dit met het nummer Why. Amper drie weken voor het festival georganiseerd zou worden trok de Armeense omroep zich evenwel nog terug omwille van het conflict in Nagorno-Karabach. Een jaar later was Armenië terug present, en kreeg Maléna een nieuwe kans. Met het nummer Qami qami wist ze het Junior Eurovisiesongfestival 2021 te winnen. Het was de tweede Armeense overwinning uit de geschiedenis van het festival.
2003: Dino Jelušić · 
2004: María Isabel · 
2005: Ksenia Sitnik · 
2006: The Tolmachevy Twins · 
2007: Aleksej Zjigalkovitsj · 
2008: Bzikebi · 
2009: Ralf Mackenbach · 
2010: Vladimir Arzumanian · 
2011: Candy · 
2012: Anastasija Petryk · 
2013: Gaia Cauchi · 
2014: Vincenzo Cantiello · 
2015: Destiny Chukunyere · 
2016: Mariam Mamadasjvili · 
2017: Polina Bogoesevitsj · 
2018: Roksana Węgiel · 
2019: Wiktoria Gabor · 
2020: Valentina · 
2021: Maléna · 
2022: Lissandro · 
2023: Zoé Clauzure
2007: Arevik · 
2008: Monika Manucharova · 
2009: Luara Hairapetian · 
2010: Vladimir Arzumanian · 
2011: Dalita · 
2012: Compass Band · 
2013: Monica Avanesian · 
2014: Betty · 
2015: Michael Varosian · 
2016: Anahit Adamian & Mary Vardanian · 
2017: Misha · 
2018: L.E.V.O.N. · 
2019: Karina Ignatian · 
2021: Maléna · 
2022: Nare · 
2023: Yan Girls